# Gazeta Opolska
Gazeta Opolska – czasopismo społeczno-polityczne wydawane w latach 1890–1923 w Opolu. Założycielem, wydawcą i redaktorem odpowiedzialnym był przez cały okres Bronisław Koraszewski. Była pierwszą polską gazetą (nie tylko w warstwie językowej) wydawaną w Opolu.
Jej stanowisko polityczne określane jako niezależne, wypośrodkowane było między narodowo-demokratyczną „Gazetą Ludową” a pismami koncernu prasowego Adama Napieralskiego. Społecznie stonowana, wniosła duży wkład w popularyzację języka, kultury i tradycji ludności górnośląskiej. Umiarkowana w antyniemieckości, jej głównymi odbiorcami była ludność wiejska powiatu opolskiego.
Czasopismo posiadało liczne dodatki tematyczne i środowiskowe, m.in. „Gość Niedzielny”, „Rolnik”, „Robotnik”, „Rodzina” i „Psikus”. Inicjowało akcje w obronie praw narodowościowych ludności polskiej, popularyzowało literaturę polską, podkreślając historyczne związki ziemi opolskiej z Polską. W okresie plebiscytowym, od lutego 1921 nakładem wydawnictwa „Gazety Opolskiej” wychodził dziennik „Głogowianka”, przeznaczony dla polskich mieszkańców powiatu prudnickiego.
Wydawanie „Gazety Opolskiej” zawieszono w 1923 r. w związku z nową sytuacją polityczną i opuszczeniem Opola przez B. Koraszewskiego.